# 哈爾納謝山
62°11′S 58°16′W / 62.183°S 58.267°W
哈爾納謝山是南極洲的山峰，位於南設得蘭群島中喬治王島的克拉科夫半島南部，處於沃雷亞爾峰和馬丁斯角之間，海拔高度250米。